# Phorocerosoma elegans
Phorocerosoma elegans là một loài ruồi trong họ Tachinidae.